# 백제 관련 문서 색인
다음은 백제 관련 문서들의 모임이다.

## ㄱ
- 개로왕
- 개루왕
- 견훤
- 계왕
- 고이왕
- 관륵
- 구수왕
- 구이신왕
- 국립부여박물관
- 귀실복신
- 근구수왕
- 근초고왕
- 기루왕

## ㄷ
- 다루왕
- 대방군
- 동성왕

## ㅁ
- 마한
- 무령왕
- 무왕 (백제)
- 문주왕

## ㅂ
- 백강 전투
- 백제 금동대향로
- 백제
- 법왕
- 부여군
- 부여융
- 분서왕
- 비류왕
- 비유왕

## ㅅ
- 사반왕
- 사비
- 삼근왕
- 서울 풍납동 토성
- 성왕 (백제)

## ㅇ
- 아베노 히라후
- 아신왕
- 온조왕
- 왕인
- 웅진
- 위덕왕
- 위례성
- 의자왕

## ㅈ
- 전지왕
- 진사왕
- 책계왕
- 초고왕

## ㅊ
- 칠지도

## ㅍ
- 풍왕

## ㅎ
- 혜왕 (백제)
- 황산벌 전투

## 같이 보기
- 한국 관련 문서 색인
- 한국의 역사
- 한국의 군주 목록
- 삼국 시대